# Kinomuseum Klagenfurt
Das Klagenfurter Kinomuseum ist ein Museum zur Geschichte und Technik des Kinos in Klagenfurt am Wörthersee, Kärnten.

## Geschichte

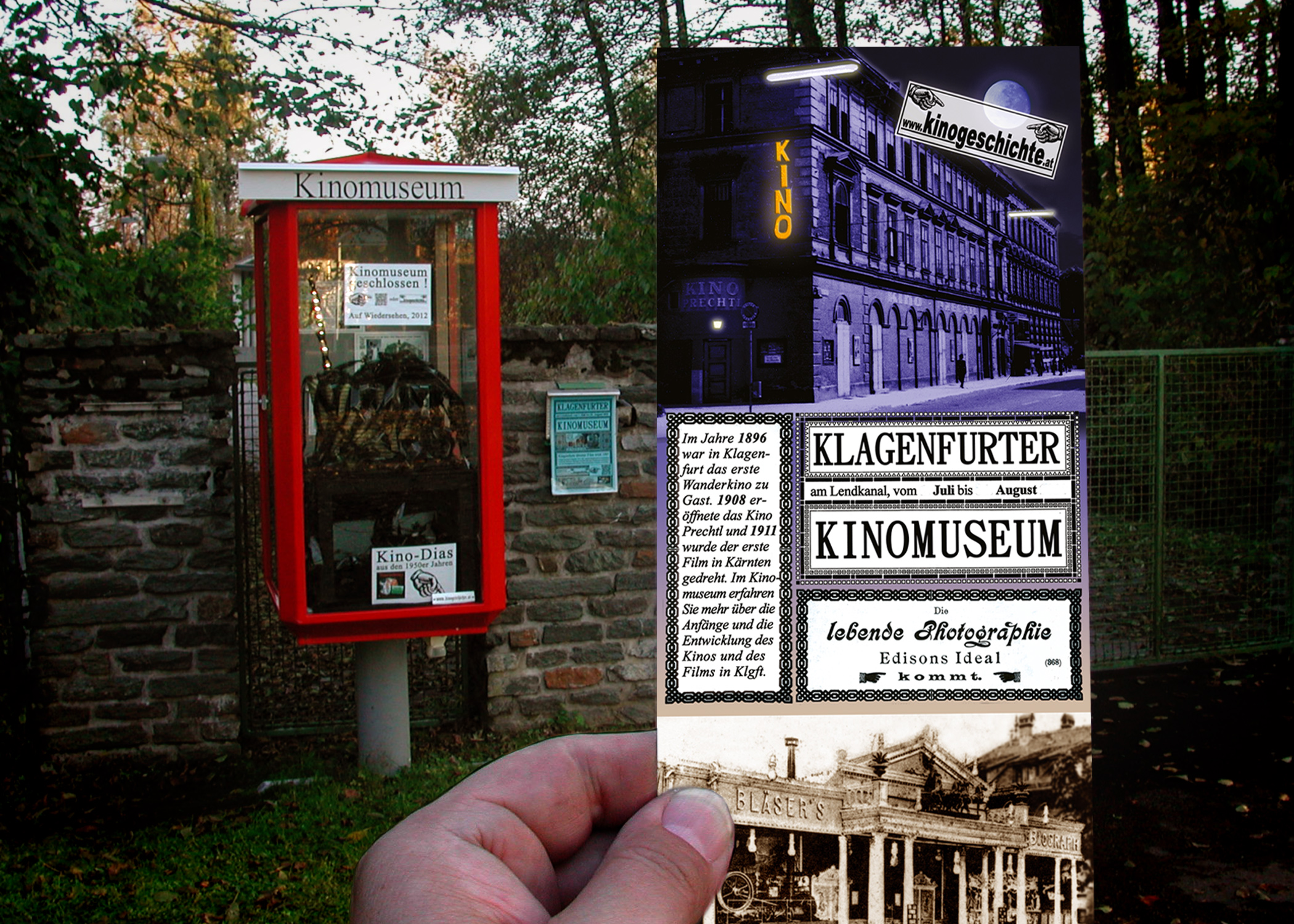
Kinomuseum im ehemaligen ORF-Mittelwellensender am Lendkanal

Die „Kleine Klagenfurter Kinogeschichte“ – die Betreiberin des Museums – ging Mitte der 1990er Jahre aus einem Projekt der Universität Oldenburg zur regionalen Mediengeschichte hervor. Seit dem Jahr 1997 existiert eine Homepage, die die Anfänge der Kinematographie in der Stadt Klagenfurt dokumentiert. Am 29. November 1896, elf Monate nach der ersten öffentlichen Vorführung durch die Brüder Lumière in Paris, waren die „Demonstrationen lebendiger Photographie“ in der Kärntner Landeshauptstadt angekommen.
Im Jahr 2007 gestaltete die „Klagenfurter Kinogeschichte“ im aufgelassenen ORF-Mittelwellen-Sender See am Lendkanal die erste Ausstellung mit dem Titel „Mit der Tramway zu den Anfängen des Kinos“. Das Kinomuseum ist gemeinsam mit dem Stadtverkehrsmuseum der Nostalgiebahnen in Kärnten im ehemaligen Sendegebäude untergebracht.

## Bestände

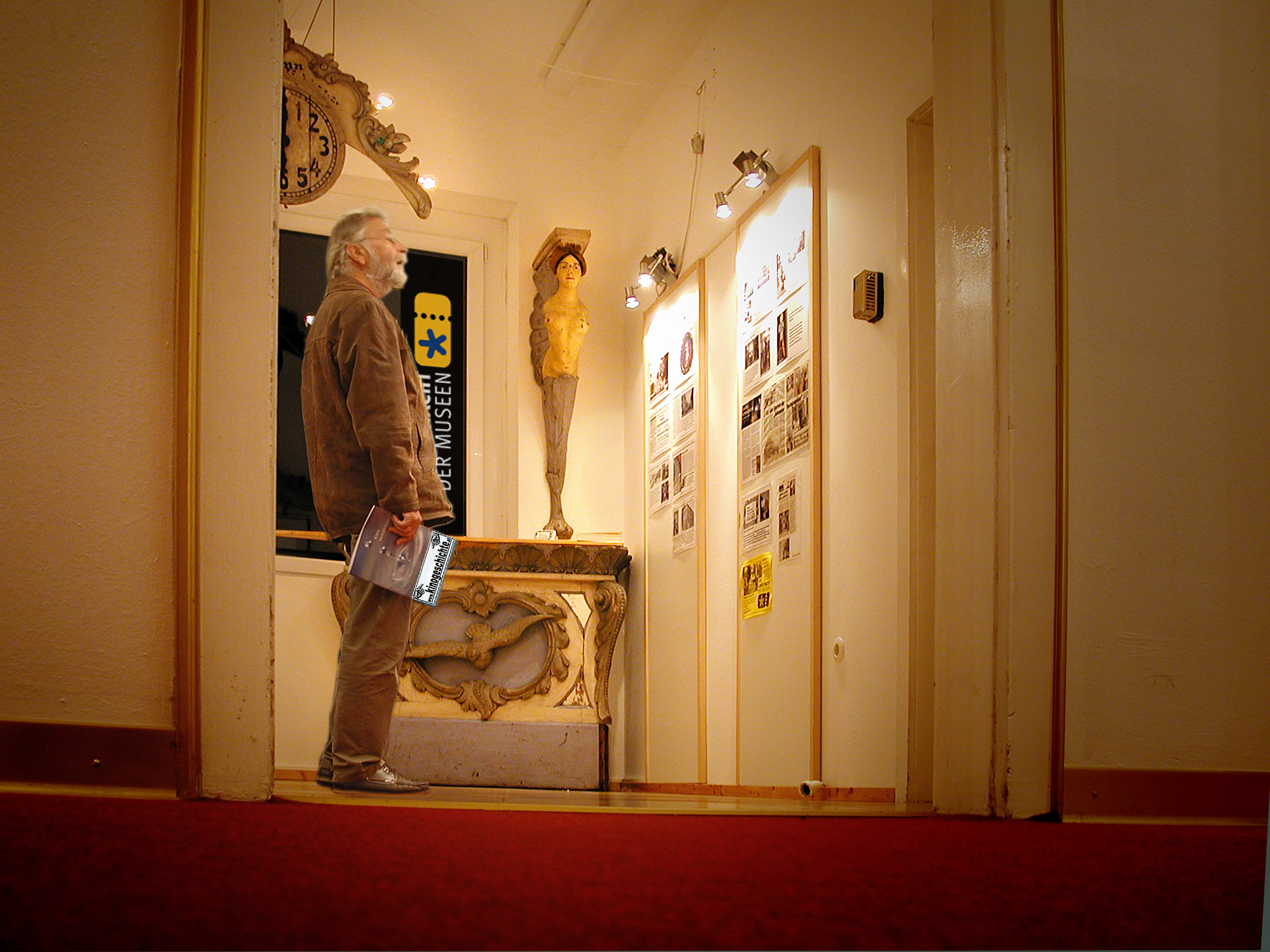
Auch einige Originalteile von Prechtl's Wanderkino sind zu sehen

Gesammelt werden alle Materialien, die mit dem Kino und dem Film in Zusammenhang stehen und einen Bezug zu Klagenfurt (teilweise auch zu Kärnten) aufweisen. Beginnend mit der ersten Kinovorstellung im Jahr 1896, über die Zeit der Wanderkinos bis zur Sesshaftwerdung der Kinos in Klagenfurt im Jahr 1908,  zeigt die Ausstellung die Anfänge der Kinematographie. Im zweiten Abschnitt der Ausstellung werden alle Kinos in Klagenfurt vorgestellt: Kino Prechtl, Stadttheater-Tonkino, Volkskino, Filmtheater-Peterhof, Kammerlichtspiele, Carinthia-Kino, Wulfenia-Filmbühne und die Heide-Lichtspiele. Der dritte Abschnitt der Ausstellung beschäftigt sich das Museum mit Filmen, die in Klagenfurt und Umgebung entstanden sind. So haben Jeanne Moreau und Silvana Mangano ebenso in Klagenfurt gedreht, wie Ingrid Bergman und Omar Sharif. In Klagenfurt hat auch Michael Haneke einen seiner ersten Fernsehfilme „Drei Wege zum See“ im Jahr 1976, nach einer Erzählung von Ingeborg Bachmann, realisiert.

## Sonderausstellungen
Jährlich wird eine neue Ausstellung gestaltet, die dann in den Bestand übernommen wird:
- 2007: Mit der Tramway zu den Anfängen des Kinos
- 2008: 100 Jahre Prechtl-Kino
- 2009: Drehort-Klagenfurt: Als Weltstars des Kinos zu Gast waren
- 2010: Die Kinogeschichte des Klagenfurter Stadttheaters
- 2011: Klagenfurts ältester Film wird 100!
- 2012: Amateurfilm: Wie das Kino in die gute Stube kam …
- 2016: 120 Jahre Kino in Klagenfurt

Das Kinomuseum Klagenfurt hat auch eine Außenstelle, den Klagenfurter Film- und Kinoweg. Dieser Themenweg bietet Informationen vor Ort und im Internet an. An jeder Station befindet sich eine kleine Schautafel mit Fotos und Hinweisen, über einen QR-Code oder Link wird auf die zugehörige Internetseite verwiesen.